# Caroline Aaron
Caroline Aaron, nata Caroline Sidney Abady (Richmond, 7 agosto 1952), è un'attrice e produttrice televisiva statunitense.

## Biografia
Caroline Aaron nacque a Richmond, Virginia nel 1952. Di origini ebraiche, frequentò l'American University a Washington, dove studiò recitazione. La madre, Nina Friedman Abady, era un'attivista per i diritti civili mentre suo padre Abraham morì quando aveva 13 anni. Tra i film da lei interpretati Crimini e misfatti di Woody Allen e I colori della vittoria di Mike Nichols. La sorella maggiore, Josephine Abady, una regista teatrale e produttrice, morì per un carcinoma mammario il 25 maggio 2002.

## Filmografia

### Attrice

#### Cinema
- Jimmy Dean, Jimmy Dean (Come Back to the Five and Dime, Jimmy Dean, Jimmy Dean), regia di Robert Altman (1982)
- Senza traccia (Without a Trace), regia di Robert Altman (1983)
- Promesse, promesse (Baby It's You), regia di John Sayles (1983)
- Fratello di un altro pianeta (The Brother from Another Planet), regia di John Sayles (1984)
- Non giocate con il cactus (O.C. and Stiggs), regia di Robert Altman (1985)
- Heartburn - Affari di cuore (Heartburn), regia di Mike Nichols (1986)
- Anna, regia di Yurek Bogayevicz (1987)
- Una donna in carriera (Working Girl), regia di Mike Nichols (1988)
- Crimini e misfatti (Crimes and Misdemeanors), regia di Woody Allen (1989)
- Edward mani di forbice (Edward Scissorhands), regia di Tim Burton (1990)
- Alice, regia di Woody Allen (1990)
- This Is My Life, regia di Nora Ephron (1992)
- Mariti e mogli (Husbands and Wives), regia di Woody Allen (1992)
- Buona fortuna, Mr. Stone (The Pickle), regia di Paul Mazursky (1993)
- Insonnia d'amore (Sleepless in Seattle), regia di Nora Ephron (1993)
- A Modern Affair, regia di Vern Oakley (1995)
- Big Night, regia di Campbell Scott e Stanley Tucci (1996)
- Arresti familiari (House Arrest), regia di Harry Winer (1996)
- White Lies, regia di Ken Selden (1997)
- Harry a pezzi (Deconstructing Harry), regia di Woody Allen (1997)
- Dinner and Driving, regia di Lawrence Trilling (1997)
- I colori della vittoria (Primary Colors), regia di Mike Nichols (1998)
- There's No Fish Food In Heaven, regia di Eleanor Gaver (1998)
- A Fine Day for Flying, regia di Russell DeGrazier - cortometraggio (1999)
- La mia adorabile nemica (Anywhere but Here), regia di Wayne Wang (1999)
- Da che pianeta vieni? (What Planet Are You From?), regia di Mike Nichols (2000)
- Magic Numbers - Numeri magici (Lucky Numbers), regia di Nora Ephron (2000)
- Bounce, regia di Don Roos (2000)
- Nobody's Baby, regia di David Seltzer (2001)
- Amy's O - Finalmente l'amore (Amy's Orgasm), regia di Julie Davis (2001)
- Never Again, regia di Eric Schaeffer (2001)
- Joe Dirt, regia di Dennie Gordon (2001)
- Pumpkin, regia di Anthony Abrams e Adam Larson Broder (2002)
- Two Days, regia di Sean McGinly (2003)
- ...e alla fine arriva Polly (Along Came Polly), regia di John Hamburg (2004)
- Un giorno senza messicani (A Day Without a Mexican), regia di Sergio Arau (2004)
- Cellular, regia di David R. Ellis (2004)
- Beyond the Sea, regia di Kevin Spacey (2004)
- Se solo fosse vero (Just Like Heaven), regia di Mark Waters (2005)
- Grilled, regia di Jason Ensler (2005)
- Nancy Drew, regia di Andrew Fleming (2007)
- Love Comes Lately, regia di Jan Schütte (2007)
- Surveillance, regia di Jennifer Lynch (2008)
- Finding Bliss, regia di Julie Davis (2009)
- Love Hurts, regia di Barra Grant (2009)
- Meeting Spancer, regia di Malcolm Mowbray (2010)
- Matrimonio in famiglia (Our Family Wedding), regia di Rick Famuyiwa (2010)
- 21 Jump Street, regia di Phil Lord e Christopher Miller (2012)
- Sex & Marriage, regia di Robin Larsen (2013)
- Tuna, regia di Bob Biyngton (2013)
- 22 Jump Street, regia di Phil Lord e Christopher Miller (2014)
- Hello, My Name Is Doris, regia di Michael Showalter (2015)
- Theater Camp, regia di Molly Gordon e Nick Lieberman (2023)

#### Televisione
- The Days and Nights of Molly Dodd - serie TV, episodio 3x13 (1989)
- Dead and Alive: The Race for Gus Farace, regia di Peter Markle - film TV (1991)
- Law & Order - I due volti della giustizia (Law & Order) - serie TV, episodi 2x05-3x09 (1991-1992)
- Un angelo in famiglia (Dad, the Angel & Me), regia di Rick Wallace - film TV (1995)
- Il cane di papà (Empty Nest) - serie TV, episodio 7x16 (1995)
- Innamorati pazzi (Med About You) - serie TV, episodio 3x19 (1995)
- If Not for You - serie TV, episodi 1x02-1x03 (1995)
- The Boys Next Door, regia di John Erman - film TV (1996)
- Dave's World - serie TV, episodio 4x09 (1996)
- Wings - serie TV, episodi 6x19-8x12 (1995-1997)
- Ultime dal cielo (Early Edition) - serie TV, episodio 1x12 (1997)
- Weapons of Mass Distraction, regia di Stephen Surjik - film TV (1997)
- Frasier - serie TV, episodio 5x20 (1998)
- Sex and the City - serie TV, episodio 1x07 (1998)
- Ally McBeal - serie TV, episodio 2x12 (1999)
- NYPD - New York Police Department (NYPD Blue) - serie TV, episodio 6x11 (1999)
- The Practice - Professione avvocati (The Practice) - serie TV, episodio 3x14 (1999)
- Tracy Takes On - serie TV, episodio 4x10 (1999)
- Payne - serie TV, episodio 1x07 (1999)
- Dying to Live, regia di Rob Hedden - film TV (1999)
- Tuesdays with Morrie, regia di Mick Jackson - film TV (1999)
- An American Daughter, regia di Sheldon Larry - film TV (2000)
- Gideon's Crossing - serie TV, episodio 1x01 (2000)
- Running Mates, regia di Ron Lagomarsino - film TV (2000)
- In tribunale con Lynn (Family Law) - serie TV, episodio 2x01 (2000)
- When Billie Beat Bobby, regia di Jane Anderson - film TV (2001)
- Six Feet Under - serie TV, episodio 1x03 (2001)
- Inside Schwartz - serie TV, episodio 1x07 (2001)
- Settimo cielo (7th Heaven) - serie TV, episodi 5x16-6x14 (2001-2002)
- Greg the Bunny - serie TV, episodio 1x09 (2002)
- The Secret Life of Zoey, regia di Robert Mandel - film TV (2002)
- Perfetti... ma non troppo (Less than Perfect) - serie TV, episodio 1x07 (2002)
- Curb Your Enthusiasm - serie TV, episodi 3x01-3x08-3x10 (2002)
- Dragnet - serie TV, episodio 1x03 (2003)
- Lucky - serie TV, episodio 1x12 (2003)
- Miss Match - serie TV, episodio 1x08 (2003)
- Oliver Beene - serie TV, episodio 2x06 (2004)
- One on One - serie TV, episodi 2x07-3x20 (2002-2004)
- Scherzi d'amore (Revenge of the Middle-Aged Woman), regia di Sheldon Larry - film TV (2004)
- Malcolm - serie TV, episodio 6x01 (2004)
- Head Cases - serie TV, episodio 1x01 (2005)
- Girlfriends - serie TV, episodio 6x11 (2005)
- Shark - Giustizia a tutti i costi (Shark) - serie TV, episodio 1x06 (2006)
- Brothers & Sisters - Segreti di famiglia (Brothers & Sisters) - serie TV, episodio 1x12 (2007)
- Entourage - serie TV, episodio 3x17 (2007)
- Grey's Anatomy - serie TV, episodio 4x03 (2007)
- Ugly Betty - serie TV, episodio 2x12 (2008)
- Boston Legal - serie TV, episodio 5x04 (2008)
- CSI: Scena del crimine (CSI: Crime Scene Investigation) - serie TV, episodio 9x09 (2008)
- Detective Monk (Monk) - serie TV, episodio 7x15 (2009)
- CSI: Miami - serie TV, episodio 8x05 (2009)
- Desperate Housewives - serie TV, episodio 6x10 (2009)
- Febbre d'amore (The Young and the Restless) - serial TV, 5 puntate (2009)
- Players - serie TV, episodio 1x01 (2009)
- Private Practice - serie TV, episodio 3x21 (2010)
- Modern Family - serie TV, 1 episodio (2013)
- La fantastica signora Maisel (The Marvelous Mrs Maisel) - serie TV, 30 episodi (2017-2023)

### Doppiatrice
- Agenzia salvagente (Mixed Nuts), regia di Nora Ephron (1994)
- Hey Arnold! - serie TV, 2 episodi (1996)
- LateLine - serie TV, 4 episodi (1998)
- American Dad! - serie TV, episodio 5x14 (2009)

### Produttrice
- All Over the Guy (2001)

## Doppiatrici italiane
Nelle versioni in italiano delle opere in cui ha recitato, Caroline Aaron è stata doppiata da:
- Lorenza Biella in Edward mani di forbice, 21 Jump Street, 22 Jump Street
- Rita Savagnone in Desperate Housewives, Private Practice
- Cristiana Lionello in Crimini e misfatti
- Pinella Dragani in Insonnia d'amore
- Maria Pia Di Meo ne I colori della vittoria
- Renata Biserni in Sex and the City
- Anna Rita Pasanisi in Da che pianeta vieni?
- Elena Bianca in Bounce
- Vittoria Febbi in Un giorno senza messicani
- Carmen Onorati in Cellular
- Sonia Scotti in Se solo fosse vero
- Irene Di Valmo in Surveillance
- Doriana Chierici in CSI - Scena del crimine
- Aurora Cancian in CSI: Miami
- Stefania Romagnoli in Grey's Anatomy
- Daniela Debolini ne La fantastica signora Maisel
- Antonella Giannini in Theater Camp